# Polistes meadeanus
Polistes meadeanus är en getingart som först beskrevs av Schulthess 1913.  Polistes meadeanus ingår i släktet pappersgetingar, och familjen getingar. Inga underarter finns listade i Catalogue of Life.